# Wzgórza Tumlińskie
Wzgórza Tumlińskie – pasmo w Górach Świętokrzyskich, część tzw. pasma głównego. Rozciąga się od przełomu Bobrzy na zachodzie, który oddziela je od Pasma Oblęgorskiego, do doliny Sufragańca na wschodzie. Zbudowane jest z czerwonych piaskowców triasowych, wydobywanych w kamieniołomach na Górze Grodowej i Sosnowicy. Ponadto zachowane nieczynne od lat pięćdziesiątych XX wieku kamieniołomy czerwonego piaskowca tumlińskiego na Górze Grodowej (tzw. stary), Wykieńskiej (z "pomnikiem studenta") oraz Ciosowej.
Przez pasmo przebiega  Główny Szlak Świętokrzyski im. Edmunda Massalskiego z Gołoszyc do Kuźniaków.

## Główne szczyty
- Góra Grodowa – 399 m n.p.m.
- Kamień (Piekło) – 399 m n.p.m.
- Ciosowa – 365 m n.p.m.
- Wykieńska – 401 m n.p.m.
- Sosnowica – 413 m n.p.m.
- Bukowa
- Kaplicowa (Kapliczna) – 336 m n.p.m.
- Cmentarna – 328 m n.p.m.
- Sieliczna – 319 m n.p.m.
- Skałka – 316 m n.p.m.